# Citosina
La citosina es una de las cinco 
bases nitrogenadas que forman parte de los ácidos nucleicos (ADN y ARN) y en el código genético se representa con la letra C. Las otras cuatro bases son la adenina, la guanina, la timina y el uracilo. Pertenece a la familia de bases nitrogenadas conocidas como pirimidinas, que tienen un anillo simple. En el ADN y ARN la citosina se empareja con la guanina por medio de tres enlaces de hidrógeno.
Forma los nucleósidos citidina (Cyd) y desoxicitidina (dCyd), y los nucleótidos citidilato (CMP) y desoxicitidilato (dCMP).
Es un derivado pirimidínico, con un anillo aromático y un grupo amino en posición 4 y un grupo cetónico en posición 2.
Los otros nombres de la citosina son 2-oxi-4-aminopirimidina y 4-amino-2(1H)-pirimidinona. Su fórmula química es C4H5N3O y su masa molecular es de 111.10 u.
La citosina fue descubierta en 1894 cuando fue aislada en tejido del timo de carnero.

## Historia
La citosina fue descubierta por Albrecht Kossel en 1894 cuando fue hidrolizado a partir de tejidos de timo de ternera. En 1903 se propuso su estructura y fue sintetizada (y así confirmada) en el laboratorio el mismo año.
La citosina recientemente fue usada en computación cuántica. La primera vez que alguna propiedad mecánico cuántica fue aprovechada para procesar información se llevó a cabo el 1 de agosto de 1998 cuando investigadores de Oxford implementaron el algoritmo de David Deutsch en un ordenador cuántico de resonancia magnética nuclear de dos qubit (nuclear magnetic resonance quantum computer, o NMRQC) basado en la citosina.